# Franco Micalizzi
Franco Micalizzi (Roma, 21 dicembre 1939) è un compositore, direttore d'orchestra e musicista italiano.

## Biografia
Dopo aver iniziato a suonare il pianoforte in un complesso a livello dilettantesco, viene scoperto da Robby Poitevin, che lo chiama per entrare come tastierista nel suo complesso, i Robby's; dopo qualche anno decide di abbandonare il gruppo per dedicarsi alla composizione di colonne sonore per il cinema.
Nel 1970 dopo le prime colonne sonore per il cinema di film minori fu chiamato da Italo Zingarelli per un anomalo western comico: si trattava di Lo chiamavano Trinità, con Bud Spencer e Terence Hill. Il film riscosse un successo strepitoso sia in Italia che all'estero, decretando l'ingresso di Micalizzi nel novero dei più importanti compositori italiani di colonne sonore.
A questo film ne seguirono molti altri: nel 1974, compone la musica del film L'ultima neve di primavera, il cui tema conduttore balzò ai primi posti della Hit Parade discografica sia in Italia che all'estero, di successo. Fu autore delle musiche di molti dei più importanti poliziotteschi quali La banda del gobbo, Italia a mano armata, Napoli violenta e Roma a mano armata. In totale ne ha compose più di ottanta, collaborando spesso coi registi Umberto Lenzi, Marino Girolami, Enzo Barboni.
Collaborò nello stesso periodo con Luciano Salce componendo le musiche del film Alla mia cara mamma nel giorno del suo compleanno del 1974. Nel 1975 e poi ancora nel 1978 Micalizzi si recò negli Stati Uniti dove compose e registrò le colonne sonore di Chi sei? e Stridulum.
Partecipò nel 1978-79, come direttore musicale, alle prime tredici puntate della terza edizione di Domenica in condotta da Corrado. Tornerà a collaborare con la trasmissione nel 1986, durante la conduzione di Elisabetta Gardini.
Nei primi anni ottanta fondò l'orchestra The Micalizzi Family, dove trova posto anche suo figlio Cristiano. Collabora poi con Bud Spencer e Terence Hill per altri successi come Nati con la camicia e Non c'è due senza quattro, oltre al poliziesco comico Delitto a Porta Romana con Tomas Milian e Bombolo. Un altro grande successo è la sigla con fisarmonica di Lupin III interpretata da Irene Vioni con l'Orchestra Castellina-Pasi nel 1982.
La sua attività comprende anche diverse collaborazioni con la Rai per le musiche di alcune importanti fiction quali Albert e l'uomo nero; le cento puntate della serie televisiva Passioni su Rai 1; il film televisivo in due puntate Un figlio a metà su Rai 2.
Nel 2005 Micalizzi formò un'orchestra di 18 elementi, la Big Bubbling Band, con la quale intraprende una serie di concerti dove esegue le sue numerose colonne sonore e in particolare i temi dei polizieschi all'italiana degli anni settanta e ottanta, molto richiesti da un pubblico di appassionati.
Nel 2006 Micalizzi dà vita al progetto Gli Originali, in collaborazione con numerosi artisti della scena hip-hop italiana, fra i quali Deda MD, i Colle der Fomento, The NextOne, Kaos, Funky Turi a.k.a. Calabro Nove, Speaker Dee Mo e altri ancora. Nel 2012 dirige l'orchestra dello spettacolo televisivo Panariello non esiste. Nello stesso anno torna con un disco di inediti Veleno. A novembre 2013 esce il nuovo disco Miele, e contemporaneamente la sua autobiografia C'est la vie d'artiste.
A ottobre 2014 esce il suo lavoro più recente, Ondanuova 1, all'interno del quale Micalizzi ospita solisti italiani e internazionali quali il tastierista Jeff Lorber, il sassofonista Eric Marienthal, il bassista Jimmy Haslip, il trombettista Fabrizio Bosso, il batterista Cristiano Micalizzi, suo figlio, che è anche produttore dell'album.

## Filmografia
- Il ragazzo che sapeva amare, regia di Enzo Dell'Aquila (1967)
- Addio mamma, regia di Mario Amendola (1967)
- Il sole è di tutti, regia di Domenico Paolella (1968)
- L'assassino fantasma, regia di Javier Setó (1969)
- Lo chiamavano Trinità..., regia di Enzo Barboni (1970)
- ...E alla fine lo chiamarono Jerusalem l'implacabile (Padella calibro 38), regia di Antonio Secchi (1972)
- I due volti della paura (Coartada en disco rojo), regia di Tulio Demicheli (1972)
- Sei iellato, amico hai incontrato Sacramento, regia di Giorgio Cristallini (1972)
- Le Amazzoni - Donne d'amore e di guerra, regia di Alfonso Brescia (1973)
- L'ultima neve di primavera, regia di Raimondo Del Balzo (1973)
- Adolescenza perversa, regia di José Bénazéraf (1974)
- Il figlio della sepolta viva, regia di Luciano Ercoli (1974)
- Storia de fratelli e de cortelli, regia di Mario Amendola (1974)
- Una donna per 7 bastardi, regia di Roberto Bianchi Montero (1974)
- Lucrezia giovane, regia di Luciano Ercoli (1974)
- Chi sei?, regia di Ovidio G. Assonitis e Robert Barrett (1974)
- Il piatto piange, regia di Paolo Nuzzi (1974)
- L'albero dalle foglie rosa, regia di Armando Nannuzzi (1974)
- Alla mia cara mamma nel giorno del suo compleanno, regia di Luciano Salce (1974)
- Lezioni private, regia di Vittorio De Sisti (1975)
- Bianchi cavalli d'agosto, regia di Raimondo Del Balzo (1975)
- Superuomini, superdonne, superbotte, regia di Alfonso Brescia (1975)
- Il giustiziere sfida la città, regia di Umberto Lenzi (1975)
- Italia a mano armata, regia di Marino Girolami (1976)
- Giovannino, regia di Paolo Nuzzi (1976)
- Laure, regia di Emmanuelle Arsan e Ovidio G. Assonitis (1976)
- Roma a mano armata, regia di Umberto Lenzi (1976)
- Napoli violenta, regia di Umberto Lenzi (1976)
- Albert e l'uomo nero, regia di Dino Bartolo Partesano (1976)
- Genova a mano armata, regia di Mario Lanfranchi (1977)
- Il cinico, l'infame, il violento, regia di Umberto Lenzi (1977)
- Hold-Up - Istantanea di una rapina, regia di Germán Lorente (1977)
- La banda del gobbo, regia di Umberto Lenzi (1977)
- Il grande attacco, regia di Umberto Lenzi (1978)
- Stridulum, regia di Giulio Paradisi (1979)
- Da Corleone a Brooklyn, regia di Umberto Lenzi (1979)
- Scusi lei è normale?, regia di Umberto Lenzi (1979)
- Il ficcanaso, regia di Bruno Corbucci (1980)
- Delitto a Porta Romana, regia di Bruno Corbucci (1980)
- L'ultimo cacciatore, regia di Antonio Margheriti (1980)
- L'invincibile robot Trider G7 - serie TV di animazione (1981)
- Gordian - serie TV di animazione (1981) (cantata dai Superobots)
- Ufo Diapolon - serie TV di animazione (1981) (cantata dai Superobots)
- Lupin - serie TV di animazione (1981) (suonata dall'Orchestra Castellina Pasi e cantata da Irene Vioni)
- Delitto sull'autostrada, regia di Bruno Corbucci (1982)
- Ciao nemico, regia di Enzo Barboni (1982)
- Nati con la camicia, regia di Enzo Barboni (1983)
- Non c'è due senza quattro, regia di Enzo Barboni (1984)
- Rimini Rimini - Un anno dopo, regia di Bruno Corbucci e Giorgio Capitani (1987)
- La fattoria maledetta, regia di David Keith (1987)
- Passione, (Sarà bellissima  - con Elisabetta Viviani - Sigla della telenovela) (1989)
- Demoni 3, regia di Umberto Lenzi (1991)
- Caccia allo scorpione d'oro, regia di Umberto Lenzi (1991)
- Hornsby e Rodriguez - Sfida criminale, regia di Umberto Lenzi (1992)
- Un figlio a metà, (miniserie TV 1992), regia di Giorgio Capitani
- Transformers - serie TV di animazione (2001) cantata dai Superobots
- Vic, regia di Sage Stallone (2006)
- Bentornato Pinocchio, regia di Orlando Corradi (2007)
- Il mio nome è Thomas, regia di Terence Hill (2018)

## Discografia parziale

### Album
- 1970 - Musica per commenti sonori (con Roberto Pregadio)
- 1971 - Lo chiamavano Trinità (colonna sonora originale del film)
- 1972 - I due volti della paura
- 1972 - Sei iellato amico, hai incontrato Sacramento
- 1972 - Karate Amazonas (Original Soundtrack Recording)
- 1974 - L'ultima neve di primavera
- 1974 - Chi sei? (colonna sonora originale del film)
- 1974 - L'albero dalle foglie rosa
- 1976 - Laure (Colonna sonora originale del film)
- 1977 - Violence! (colonna sonora originale tratta dal film)
- 1978 - Il grande attacco
- 1979 - Stridulum
- 1982 - Franco Micalizzi e Sunset Melody Orchestra (con Sunset Melody Orchestra)
- 1983 - Nati con la camicia (colonna sonora originale del film)
- 1983 - Love Affair (con Sunset Melody Orchestra)
- 1984 - Rhythmical movement N.3 (con Carlo Maria Cordio e Don Powell)
- 1984 - Non c'è due senza quattro
- 1985 - Feeling of Love (con Sunset Melody Orchestra)
- 1986-  The thrill is on
- 1989 - Passioni
- 1989 - Easy music 3
- 1993 - Latin jazz
- 1993-  Lighthearted Sentimental Nostalgic 2 (con A.A.V.V.)
- 1994 - Travel & Landscapes (con Roberto De Luca e Nicola Tancredi)
- 1994 - Lucrezia Giovane (Original Soundtrack)
- 1994 - Sports Leisure
- 1994 - Lightheard sentimental nostalgic (con Ubaldo Continiello)
- 1994 - News, entertainment, communications (con Cristiano Micalizzi)
- 1995 - Italian rhapsody (con Francesco De Masi)
- 1995 - Themes for a Living Orchestra (con Francesco De Masi)
- 1995(?) - Dance music (con Cristiano Micalizzi)
- 1996(?) - Prime time - Vol. One (con A.A.V.V.)
- 1996(?) - Prime time - Vol. Two (con A.A.V.V.)
- 1996 - Full action - Adventure tension suspense
- 1997 - Echoes of the past
- 1997(?) - Colours of the world (con A.A.V.V.)
- 1997(?) - Spaghetti music (con A.A.V.V.)
- 1997(?) - Holiday time (con A.A.V.V.)
- 1998(?) - Burlesque parade (con A.A.V.V.)
- 1998(?) - Classical echoes (con A.A.V.V.)
- 1999(?) - Latin mood (con Cristiano Micalizzi)
- 2000 - Trendy (con A.A.V.V.)
- 2000 - The Big Bubbling Band
- 2002 - Happy hours (con Franco De Bellis)
- 2003(?) - World of communication (con A.A.V.V.)
- 2004(?) - Fiesta latina (con A.A.V.V.)
- 2005(?) - Everyday life (con Franco De Bellis)
- 2006 - Cinema a mano armata (con The Big Bubbling Band)
- 2006 - Superuomini superdonne superbotte (colonna sonora originale)
- 2006 - Adolescenza perversa (colonna sonora originale del film)
- 2007 - Napoli violenta
- 2007 - Italia a mano armata
- 2008 - Cult & Colt Cinema '70 (con The Big Bubbling Band)
- 2009 - Golden '70s
- 2012 - Veleno (con The Big Bubbling Band)
- 2013 - Miele (con The Big Bubbling Band)
- 2014 - Ondanuova 1
- 2015 - Celebrities
- 2016 - L'isola dei fiori
- 2016 - Cinema in love (Classic '70s)
- 2017 - Sirene
- 2018 - Born again (con Valentina Ducros)
- 2018 - Around the moon
- 2022 - Uno scrigno di perle per la delizia del ricordo di mille fantastici amori e le trepide emozioni della vita
- 2023 - Magica fisarmonica (con Giuseppe Santamaria)

### Singoli
- 1975 - Laure/Emmelle (split con Emmanuelle Arsan)
- 2018 - Funky alligator
- 2018 - Iguana Joe
- 2023 - Summer 66 (feat Juan Carlos Albelo Zamora)

## Libri
- C'est la vie d'artiste, 2013.

## Citazioni e omaggi
- Tra i suoi fan figura il regista Quentin Tarantino che lo considera uno dei suoi compositori preferiti, tanto da avere inserito nella colonna sonora del suo Grindhouse il tema originale di Italia a mano armata e, nella scena finale di Django Unchained, il tema de Lo chiamavano Trinità....